# Troels Holch Povlsen
Troels Holch Povlsen R.   (født 9. september 1949 i Risskov) er en dansk erhvervsleder.
Holch Povlsen åbnede i 1975 sin første tøjforretning i Ringkøbing. Siden er virksomheden vokset til at være Danmarks største modetøjskoncern Bestseller med syv milliarder kr. i omsætning.
I 2008 blev hans families formue anslået til at være 37,4 milliarder kroner, hvilket gjorde dem til den næstrigeste person eller familie i Danmark.
Holch Povlsen ejer flere ejendomme i Danmark, bl.a. Gyllingnæs, der indgår i samarbejdet De 5 Gaarde, og Lindencrones Palæ i Bredgade i København. Nær London ejer han det engelske gods Cokenach.
De danske ejerskaber er sædvanligvis gennem datterselskaber til det danske selskab Nine United.
Han er gift med Merete Bech Povlsen, der indgår i Bestsellers direktion. Parret har to sønner, Niels Holch Povlsen og Anders Holch Povlsen, som også har opgaver i koncernen. Sidstnævnte overtog i 2001 ledelsen af Bestseller.
I 2000 blev han Ridder af Dannebrog.